# Hå
Hå es un municipio de la provincia de Rogaland, Noruega, con 259 km² de superficie y 18 591 habitantes según el censo de 2004. Sus principales localidades son Nærbø, Varhaug (su centro administrativo) y Vigrestad, que corresponden a tres antiguos municipios que fueron reunidos en uno solo. Hå es el municipio más al sur del distrito de Jæren.    

## Información general

### Nombre
El municipio debe su nombre a la antigua granja Hå (nórdico antiguo: Háar). El significado del nombre es desconocido.

### Escudo de armas
El escudo de armas es de los tiempos modernos. Fue concedido a la ciudad el 5 de julio de 1991. Los brazos muestran un tipo especial de cabrestante local, utilizado para eliminar las piedras de los campos. También simboliza la vida dura en los suelos rocosos del municipio.

## Asentamientos
| Nombre    | Población | Área (km²) | Residentes por km² |
| --------- | --------- | ---------- | ------------------ |
| Brusand   | 392       | 0.23       | 1704               |
| Hæen      | 301       | 0.26       | 1158               |
| Nærbø     | 5,881     | 2.99       | 1967               |
| Ogna      | 376       | 0.34       | 1106               |
| Sirevåg   | 455       | 0.68       | 669                |
| Varhaug   | 2,619     | 1.57       | 1668               |
| Vigrestad | 1,850     | 1.27       | 1457               |